# 10034 Birlan
10034 Birlan è un asteroide della fascia principale. Scoperto nel 1981, presenta un'orbita caratterizzata da un semiasse maggiore pari a 2,5823014 au e da un'eccentricità di 0,1319591, inclinata di 14,79412° rispetto all'eclittica.
L'asteroide è dedicato all'astronomo rumeno Mirel Birlan.